# Parapodrilus psammophilus
Parapodrilus psammophilus är en ringmaskart som beskrevs av Westheide 1965. Parapodrilus psammophilus ingår i släktet Parapodrilus och familjen Dorvilleidae. Arten har ej påträffats i Sverige. Inga underarter finns listade i Catalogue of Life.